# Tekstolit

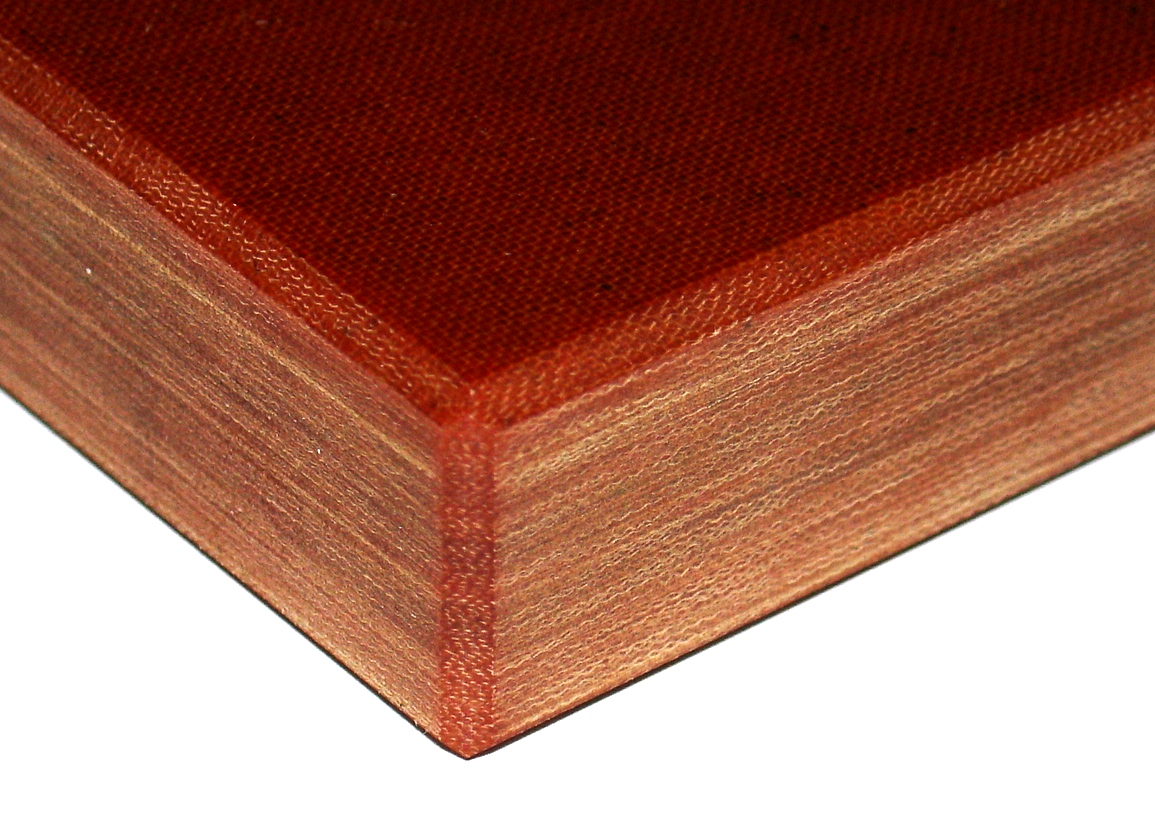
Tekstolit – róg płyty o grubości 20 mm

Tekstolit (laminat bawełniano-fenolowy TCF, rezoteks, turbax, nowotex, tufnol) – epoksydowy materiał kompozytowy zawierający 40% polimerów i 60% innych tworzyw sztucznych, wykorzystywany w przemyśle maszynowym i elektroenergetyce.
Tekstolit jest laminatem technicznym składającym się z nośnika – tkaniny bawełnianej i żywicy fenolowej (tworzywa duroplastyczne, chemo- lub termoutwardzalne). Tekstolit jest produkowany w postaci płyt, rur, prętów i wyprasek kształtowych. Może zawierać także inne nośniki, np. tkaninę szklaną, wówczas może być nazwany tekstolitem szklanym. Tekstolit ma zazwyczaj charakterystyczny brązowy kolor.
Cechuje się małą jak na tworzywo sztuczne wrażliwością – nie topi się i nie zmienia kształtów pod działaniem podwyższonych temperatur i znacznych nacisków (praktycznie brak „pełzania”). Dzięki swojej w pełni usieciowanej strukturze i zbrojeniu tkaniną jest materiałem bardzo wytrzymałym na naciski i uderzenia. Jego temperatura pracy ciągłej to 120 °C (tzn. przez 20 tys. godzin w tej temperaturze jego właściwości mechaniczne nie spadną poniżej 50% wartości początkowej – definicja ciepłoodporności tworzyw), ale krótkotrwale można go przegrzewać nawet do 180 °C.
Stosuje się go w przemyśle hutniczym i maszynowym jako materiał konstrukcyjny, m.in. w łożyskach ślizgowych. Ma także zastosowanie w przemyśle elektrotechnicznym jako elementy elektroizolacyjno-konstrukcyjne transformatorów olejowych i silników elektrycznych, a także aparatury rozdzielczej niskiego i średniego napięcia.
Laminat ten upowszechnił się w latach 30. XX w. Wytwarzane były z niego koła zębate rozrządu samochodów takich marek jak: Borgward, Ford, Opel, Renault i Volvo Również polskie samochody FSC Żuk, ZSD Nysa, Star 66 posiadały tekstolitowe koła rozrządu. Znalazł też zastosowanie w produkcji pancerzy kompozytowych czołgów.
Dokładne parametry materiałów tekstolitowych w postaci laminatów określone są w normie EN60893-3.